# Wigilia na Syberii
Wigilia na Syberii – obraz olejny autorstwa Jacka Malczewskiego, namalowany w roku 1892. Obecnie dzieło znajduje się w zbiorach Muzeum Narodowego w Krakowie. Obraz był inspiracją dla Jacka Kaczmarskiego do napisania wiersza o tym samym tytule w roku 1980 oraz do sceny w filmie Andrzeja Wajdy Katyń.